# ISSF World Cup 2020
Der ISSF World Cup 2020, bestehend aus vier World Cups, war vom 26. Februar bis 22. Juli 2022 in vier Städten für die Disziplinen Gewehr, Pistole und laufende Scheibe geplant gewesen. Wegen der ausbrechenden Covid-19-Pandemie fand nur der erste World Cup im zypriotischem Nikosia statt, während die folgenden World Cups in Neu Delhi, München und Baku aus gesundheitlichen Gründen abgesagt wurden.

## Austragungsorte und zeitlicher Ablauf
| Nr. | Datum        | Ort       | Disziplin             | Austragungsort                                    |
| --- | ------------ | --------- | --------------------- | ------------------------------------------------- |
| 1   | 4.3. – 13.3. | Nikosia   | Flinte                | Cyprus Olympic Shooting Range Lakis Psimolophitis |
| 2   | 5.5. – 13.5. | Neu Delhi | Gewehr/Pistole/Flinte | Dr Karni Singh Shooting Range                     |
| 3   | 2.6. – 9.6.  | München   | Gewehr/Pistole        | Olympia-Schießanlage Garching-Hochbrück           |
| 4   | 22.6. – 3.7. | Baku      | Gewehr/Pistole/Flinte | Baku Olympic Shooting Range                       |

## Ergebnisse

### Gewehr

#### Männer
| 10 m Luftgewehr | 10 m Luftgewehr | 10 m Luftgewehr   | 10 m Luftgewehr   | 10 m Luftgewehr   |
| Nr.             | Wettbewerb      | Gold              | Silber            | Bronze            |
| --------------- | --------------- | ----------------- | ----------------- | ----------------- |
| 1               | Neu Delhi       | Nicht ausgetragen | Nicht ausgetragen | Nicht ausgetragen |
| 2               | München         | Nicht ausgetragen | Nicht ausgetragen | Nicht ausgetragen |
| 3               | Baku            | Nicht ausgetragen | Nicht ausgetragen | Nicht ausgetragen |

| 10 m Luftgewehr Mannschaft | 10 m Luftgewehr Mannschaft | 10 m Luftgewehr Mannschaft | 10 m Luftgewehr Mannschaft | 10 m Luftgewehr Mannschaft |
| Nr.                        | Wettbewerb                 | Gold                       | Silber                     | Bronze                     |
| -------------------------- | -------------------------- | -------------------------- | -------------------------- | -------------------------- |
| 1                          | Neu Delhi                  | Nicht ausgetragen          | Nicht ausgetragen          | Nicht ausgetragen          |
| 2                          | München                    | Nicht ausgetragen          | Nicht ausgetragen          | Nicht ausgetragen          |
| 3                          | Baku                       | Nicht ausgetragen          | Nicht ausgetragen          | Nicht ausgetragen          |

| 50 m Kleinkaliber Dreistellungskampf | 50 m Kleinkaliber Dreistellungskampf | 50 m Kleinkaliber Dreistellungskampf | 50 m Kleinkaliber Dreistellungskampf | 50 m Kleinkaliber Dreistellungskampf |
| Nr.                                  | Wettbewerb                           | Gold                                 | Silber                               | Bronze                               |
| ------------------------------------ | ------------------------------------ | ------------------------------------ | ------------------------------------ | ------------------------------------ |
| 1                                    | Neu Delhi                            | Nicht ausgetragen                    | Nicht ausgetragen                    | Nicht ausgetragen                    |
| 2                                    | München                              | Nicht ausgetragen                    | Nicht ausgetragen                    | Nicht ausgetragen                    |
| 3                                    | Baku                                 | Nicht ausgetragen                    | Nicht ausgetragen                    | Nicht ausgetragen                    |

| 50 m Kleinkaliber Dreistellungskampf Mannschaft | 50 m Kleinkaliber Dreistellungskampf Mannschaft | 50 m Kleinkaliber Dreistellungskampf Mannschaft | 50 m Kleinkaliber Dreistellungskampf Mannschaft | 50 m Kleinkaliber Dreistellungskampf Mannschaft |
| Nr.                                             | Wettbewerb                                      | Gold                                            | Silber                                          | Bronze                                          |
| ----------------------------------------------- | ----------------------------------------------- | ----------------------------------------------- | ----------------------------------------------- | ----------------------------------------------- |
| 1                                               | Neu Delhi                                       | Nicht ausgetragen                               | Nicht ausgetragen                               | Nicht ausgetragen                               |
| 2                                               | München                                         | Nicht ausgetragen                               | Nicht ausgetragen                               | Nicht ausgetragen                               |
| 3                                               | Baku                                            | Nicht ausgetragen                               | Nicht ausgetragen                               | Nicht ausgetragen                               |

#### Frauen
| 10 m Luftgewehr | 10 m Luftgewehr | 10 m Luftgewehr   | 10 m Luftgewehr   | 10 m Luftgewehr   |
| Nr.             | Wettbewerb      | Gold              | Silber            | Bronze            |
| --------------- | --------------- | ----------------- | ----------------- | ----------------- |
| 1               | Neu Delhi       | Nicht ausgetragen | Nicht ausgetragen | Nicht ausgetragen |
| 2               | München         | Nicht ausgetragen | Nicht ausgetragen | Nicht ausgetragen |
| 3               | Baku            | Nicht ausgetragen | Nicht ausgetragen | Nicht ausgetragen |

| 10 m Luftgewehr Mannschaft | 10 m Luftgewehr Mannschaft | 10 m Luftgewehr Mannschaft | 10 m Luftgewehr Mannschaft | 10 m Luftgewehr Mannschaft |
| Nr.                        | Wettbewerb                 | Gold                       | Silber                     | Bronze                     |
| -------------------------- | -------------------------- | -------------------------- | -------------------------- | -------------------------- |
| 1                          | Neu Delhi                  | Nicht ausgetragen          | Nicht ausgetragen          | Nicht ausgetragen          |
| 2                          | München                    | Nicht ausgetragen          | Nicht ausgetragen          | Nicht ausgetragen          |
| 3                          | Baku                       | Nicht ausgetragen          | Nicht ausgetragen          | Nicht ausgetragen          |

| 50 m Kleinkaliber Dreistellungskampf | 50 m Kleinkaliber Dreistellungskampf | 50 m Kleinkaliber Dreistellungskampf | 50 m Kleinkaliber Dreistellungskampf | 50 m Kleinkaliber Dreistellungskampf |
| Nr.                                  | Wettbewerb                           | Gold                                 | Silber                               | Bronze                               |
| ------------------------------------ | ------------------------------------ | ------------------------------------ | ------------------------------------ | ------------------------------------ |
| 1                                    | Neu Delhi                            | Nicht ausgetragen                    | Nicht ausgetragen                    | Nicht ausgetragen                    |
| 2                                    | München                              | Nicht ausgetragen                    | Nicht ausgetragen                    | Nicht ausgetragen                    |
| 3                                    | Baku                                 | Nicht ausgetragen                    | Nicht ausgetragen                    | Nicht ausgetragen                    |

| 50 m Kleinkaliber Dreistellungskampf Mannschaft | 50 m Kleinkaliber Dreistellungskampf Mannschaft | 50 m Kleinkaliber Dreistellungskampf Mannschaft | 50 m Kleinkaliber Dreistellungskampf Mannschaft | 50 m Kleinkaliber Dreistellungskampf Mannschaft |
| Nr.                                             | Wettbewerb                                      | Gold                                            | Silber                                          | Bronze                                          |
| ----------------------------------------------- | ----------------------------------------------- | ----------------------------------------------- | ----------------------------------------------- | ----------------------------------------------- |
| 1                                               | Neu Delhi                                       | Nicht ausgetragen                               | Nicht ausgetragen                               | Nicht ausgetragen                               |
| 2                                               | München                                         | Nicht ausgetragen                               | Nicht ausgetragen                               | Nicht ausgetragen                               |
| 3                                               | Baku                                            | Nicht ausgetragen                               | Nicht ausgetragen                               | Nicht ausgetragen                               |

#### Mixed
| 10 m Luftgewehr | 10 m Luftgewehr | 10 m Luftgewehr   | 10 m Luftgewehr   | 10 m Luftgewehr   |
| Nr.             | Wettbewerb      | Gold              | Silber            | Bronze            |
| --------------- | --------------- | ----------------- | ----------------- | ----------------- |
| 1               | Neu Delhi       | Nicht ausgetragen | Nicht ausgetragen | Nicht ausgetragen |
| 2               | München         | Nicht ausgetragen | Nicht ausgetragen | Nicht ausgetragen |
| 3               | Baku            | Nicht ausgetragen | Nicht ausgetragen | Nicht ausgetragen |

### Pistole

#### Männer
| 10 m Luftpistole | 10 m Luftpistole | 10 m Luftpistole  | 10 m Luftpistole  | 10 m Luftpistole  |
| Nr.              | Wettbewerb       | Gold              | Silber            | Bronze            |
| ---------------- | ---------------- | ----------------- | ----------------- | ----------------- |
| 1                | Neu Delhi        | Nicht ausgetragen | Nicht ausgetragen | Nicht ausgetragen |
| 2                | München          | Nicht ausgetragen | Nicht ausgetragen | Nicht ausgetragen |
| 3                | Baku             | Nicht ausgetragen | Nicht ausgetragen | Nicht ausgetragen |

| 10 m Luftpistole Mannschaft | 10 m Luftpistole Mannschaft | 10 m Luftpistole Mannschaft | 10 m Luftpistole Mannschaft | 10 m Luftpistole Mannschaft |
| Nr.                         | Wettbewerb                  | Gold                        | Silber                      | Bronze                      |
| --------------------------- | --------------------------- | --------------------------- | --------------------------- | --------------------------- |
| 1                           | Neu Delhi                   | Nicht ausgetragen           | Nicht ausgetragen           | Nicht ausgetragen           |
| 2                           | München                     | Nicht ausgetragen           | Nicht ausgetragen           | Nicht ausgetragen           |
| 3                           | Baku                        | Nicht ausgetragen           | Nicht ausgetragen           | Nicht ausgetragen           |

| 25 m Schnellfeuerpistole | 25 m Schnellfeuerpistole | 25 m Schnellfeuerpistole | 25 m Schnellfeuerpistole | 25 m Schnellfeuerpistole |
| Nr.                      | Wettbewerb               | Gold                     | Silber                   | Bronze                   |
| ------------------------ | ------------------------ | ------------------------ | ------------------------ | ------------------------ |
| 1                        | Neu Delhi                | Nicht ausgetragen        | Nicht ausgetragen        | Nicht ausgetragen        |
| 2                        | München                  | Nicht ausgetragen        | Nicht ausgetragen        | Nicht ausgetragen        |
| 3                        | Baku                     | Nicht ausgetragen        | Nicht ausgetragen        | Nicht ausgetragen        |

| 25 m Schnellfeuerpistole Mannschaft | 25 m Schnellfeuerpistole Mannschaft | 25 m Schnellfeuerpistole Mannschaft | 25 m Schnellfeuerpistole Mannschaft | 25 m Schnellfeuerpistole Mannschaft |
| Nr.                                 | Wettbewerb                          | Gold                                | Silber                              | Bronze                              |
| ----------------------------------- | ----------------------------------- | ----------------------------------- | ----------------------------------- | ----------------------------------- |
| 1                                   | Neu Delhi                           | Nicht ausgetragen                   | Nicht ausgetragen                   | Nicht ausgetragen                   |
| 2                                   | München                             | Nicht ausgetragen                   | Nicht ausgetragen                   | Nicht ausgetragen                   |
| 3                                   | Baku                                | Nicht ausgetragen                   | Nicht ausgetragen                   | Nicht ausgetragen                   |

#### Frauen
| 10 m Luftpistole | 10 m Luftpistole | 10 m Luftpistole  | 10 m Luftpistole  | 10 m Luftpistole  |
| Nr.              | Wettbewerb       | Gold              | Silber            | Bronze            |
| ---------------- | ---------------- | ----------------- | ----------------- | ----------------- |
| 1                | Neu Delhi        | Nicht ausgetragen | Nicht ausgetragen | Nicht ausgetragen |
| 2                | München          | Nicht ausgetragen | Nicht ausgetragen | Nicht ausgetragen |
| 3                | Baku             | Nicht ausgetragen | Nicht ausgetragen | Nicht ausgetragen |

| 25 m Schnellfeuerpistole | 25 m Schnellfeuerpistole | 25 m Schnellfeuerpistole | 25 m Schnellfeuerpistole | 25 m Schnellfeuerpistole |
| Nr.                      | Wettbewerb               | Gold                     | Silber                   | Bronze                   |
| ------------------------ | ------------------------ | ------------------------ | ------------------------ | ------------------------ |
| 1                        | Neu Delhi                | Nicht ausgetragen        | Nicht ausgetragen        | Nicht ausgetragen        |
| 2                        | München                  | Nicht ausgetragen        | Nicht ausgetragen        | Nicht ausgetragen        |
| 3                        | Baku                     | Nicht ausgetragen        | Nicht ausgetragen        | Nicht ausgetragen        |

#### Mixed
| 10 m Luftpistole | 10 m Luftpistole | 10 m Luftpistole  | 10 m Luftpistole  | 10 m Luftpistole  |
| Nr.              | Wettbewerb       | Gold              | Silber            | Bronze            |
| ---------------- | ---------------- | ----------------- | ----------------- | ----------------- |
| 1                | Neu Delhi        | Nicht ausgetragen | Nicht ausgetragen | Nicht ausgetragen |
| 2                | München          | Nicht ausgetragen | Nicht ausgetragen | Nicht ausgetragen |
| 3                | Baku             | Nicht ausgetragen | Nicht ausgetragen | Nicht ausgetragen |

### Flinte

#### Männer
| Trap | Trap       | Trap              | Trap              | Trap                  |
| Nr.  | Wettbewerb | Gold              | Silber            | Bronze                |
| ---- | ---------- | ----------------- | ----------------- | --------------------- |
| 1    | Nikosia    | Anton Glasnovic   | Andreas Löw       | Matthew Coward-Holley |
| 2    | Neu Delhi  | Nicht ausgetragen | Nicht ausgetragen | Nicht ausgetragen     |
| 3    | Baku       | Nicht ausgetragen | Nicht ausgetragen | Nicht ausgetragen     |

| Trap Mannschaft | Trap Mannschaft | Trap Mannschaft   | Trap Mannschaft   | Trap Mannschaft   |
| Nr.             | Wettbewerb      | Gold              | Silber            | Bronze            |
| --------------- | --------------- | ----------------- | ----------------- | ----------------- |
| 1               | Nikosia         | Nicht ausgetragen | Nicht ausgetragen | Nicht ausgetragen |
| 2               | Neu Delhi       | Nicht ausgetragen | Nicht ausgetragen | Nicht ausgetragen |
| 3               | Baku            | Nicht ausgetragen | Nicht ausgetragen | Nicht ausgetragen |

| Skeet | Skeet      | Skeet             | Skeet             | Skeet             |
| Nr.   | Wettbewerb | Gold              | Silber            | Bronze            |
| ----- | ---------- | ----------------- | ----------------- | ----------------- |
| 1     | Nikosia    | Stefan Nilsson    | Federico Gil      | Azmy Mehelba      |
| 2     | Neu Delhi  | Nicht ausgetragen | Nicht ausgetragen | Nicht ausgetragen |
| 3     | Baku       | Nicht ausgetragen | Nicht ausgetragen | Nicht ausgetragen |

| Skeet Mannschaft | Skeet Mannschaft | Skeet Mannschaft  | Skeet Mannschaft  | Skeet Mannschaft  |
| Nr.              | Wettbewerb       | Gold              | Silber            | Bronze            |
| ---------------- | ---------------- | ----------------- | ----------------- | ----------------- |
| 1                | Nikosia          | Nicht ausgetragen | Nicht ausgetragen | Nicht ausgetragen |
| 2                | Neu Delhi        | Nicht ausgetragen | Nicht ausgetragen | Nicht ausgetragen |
| 3                | Baku             | Nicht ausgetragen | Nicht ausgetragen | Nicht ausgetragen |

#### Frauen
| Trap | Trap       | Trap              | Trap               | Trap              |
| Nr.  | Wettbewerb | Gold              | Silber             | Bronze            |
| ---- | ---------- | ----------------- | ------------------ | ----------------- |
| 1    | Nikosia    | Sandra Bernal     | Alessandra Perilli | Fátima Gálvez     |
| 2    | Neu Delhi  | Nicht ausgetragen | Nicht ausgetragen  | Nicht ausgetragen |
| 3    | Baku       | Nicht ausgetragen | Nicht ausgetragen  | Nicht ausgetragen |

| Trap Mannschaft | Trap Mannschaft | Trap Mannschaft   | Trap Mannschaft   | Trap Mannschaft   |
| Nr.             | Wettbewerb      | Gold              | Silber            | Bronze            |
| --------------- | --------------- | ----------------- | ----------------- | ----------------- |
| 1               | Nikosia         | Nicht ausgetragen | Nicht ausgetragen | Nicht ausgetragen |
| 2               | Neu Delhi       | Nicht ausgetragen | Nicht ausgetragen | Nicht ausgetragen |
| 3               | Baku            | Nicht ausgetragen | Nicht ausgetragen | Nicht ausgetragen |

| Skeet | Skeet      | Skeet                | Skeet                 | Skeet             |
| Nr.   | Wettbewerb | Gold                 | Silber                | Bronze            |
| ----- | ---------- | -------------------- | --------------------- | ----------------- |
| 1     | Nikosia    | Nadine Messerschmidt | Sutiya Jiewchaloemmit | Danka Barteková   |
| 2     | Neu Delhi  | Nicht ausgetragen    | Nicht ausgetragen     | Nicht ausgetragen |
| 3     | Baku       | Nicht ausgetragen    | Nicht ausgetragen     | Nicht ausgetragen |

| Skeet Mannschaft | Skeet Mannschaft | Skeet Mannschaft  | Skeet Mannschaft  | Skeet Mannschaft  |
| Nr.              | Wettbewerb       | Gold              | Silber            | Bronze            |
| ---------------- | ---------------- | ----------------- | ----------------- | ----------------- |
| 1                | Nikosia          | Nicht ausgetragen | Nicht ausgetragen | Nicht ausgetragen |
| 2                | Neu Delhi        | Nicht ausgetragen | Nicht ausgetragen | Nicht ausgetragen |
| 3                | Baku             | Nicht ausgetragen | Nicht ausgetragen | Nicht ausgetragen |

#### Mixed
| Skeet | Skeet      | Skeet                             | Skeet                    | Skeet                            |
| Nr.   | Wettbewerb | Gold                              | Silber                   | Bronze                           |
| ----- | ---------- | --------------------------------- | ------------------------ | -------------------------------- |
| 1     | Nikosia    | Natalia Vinogradova Roman Sentcov | Nele Wissmer Felix Haase | Silja Batyrschina Anton Astakhov |
| 2     | Neu Delhi  | Nicht ausgetragen                 | Nicht ausgetragen        | Nicht ausgetragen                |
| 3     | Baku       | Nicht ausgetragen                 | Nicht ausgetragen        | Nicht ausgetragen                |

## Medaillenspiegel
| Platz  | Land                   | Gold | Silber | Bronze | Gesamt |
| ------ | ---------------------- | ---- | ------ | ------ | ------ |
| 01     | Deutschland            | 1    | 2      | —      | 3      |
| 02     | Russland               | 1    | —      | 1      | 2      |
| 03     | Kroatien               | 1    | —      | —      | 1      |
| 03     | Frankreich             | 1    | —      | —      | 1      |
| 03     | Polen                  | 1    | —      | —      | 1      |
| 03     | Schweden               | 1    | —      | —      | 1      |
| 07     | Spanien                | —    | 1      | 1      | 2      |
| 08     | Argentinien            | —    | 1      | —      | 1      |
| 08     | San Marino             | —    | 1      | —      | 1      |
| 08     | Thailand               | —    | 1      | —      | 1      |
| 11     | Ägypten                | —    | —      | 1      | 1      |
| 11     | Vereinigtes Königreich | —    | —      | 1      | 1      |
| 11     | Slowakei               | —    | —      | 1      | 1      |
| 11     | Türkei                 | —    | —      | 1      | 1      |
| Gesamt | Gesamt                 | 6    | 6      | 6      | 18     |